# Anthony Bourdain
Anthony Michael „Tony” Bourdain (ur. 25 czerwca 1956 w Nowym Jorku, zm. 8 czerwca 2018 w Kaysersberg-Vignoble) – amerykański szef kuchni, kucharz, aktor, muzyk, restaurator, piosenkarz, osobowość telewizyjna i pisarz pochodzenia francusko-żydowskiego.

## Życiorys

### Rodzina i edukacja
Urodził się 25 czerwca 1956 w szpitalu Columbia Presbyterian Hospital w Nowym Jorku. Był synem dziennikarki Gladys Bourdain z domu Sacksman (ok. 1935–2020) i Pierre’a Bourdaina (1929–1987), menedżera ds. sprzedaży w wytwórni muzycznej Columbia Records, którzy pobrali się w 1954; ojciec był katolikiem, matka – żydówką. Jego dziadkowie ze strony ojca byli Francuzami. 
Dorastał w Leonii w stanie New Jersey. Od okresu nastoletniego pozostawał w konflikcie z matką (którą obwiniał za oczernianie ojca) oraz młodszym bratem, Christopherem, z którymi utrzymywał sporadyczny kontakt w dorosłym życiu. Jako nastolatek kolekcjonował komiksy i płyty muzyczne oraz interesował się rysowaniem, poza tym był hippisem i brał udział w różnych protestach ulicznych oraz uzależnił się od narkotyków. Od 1973 prowadził pamiętnik, w którym m.in. opisywał swoje przemyślenia z podróży, a także pisał opowiadania i eseje.
Przez sześć lat uczęszczał do szkoły im. Anny C. Scott w Leonii, po czym przeniósł się do prywatnej Dwight-Englewood School w Englewood, którą ukończył w 1973. Uczył się w Vassar College, jednak przerwał studia na drugim roku akademickim.

### Kariera zawodowa
W latach 70. podjął pracę w restauracji „Dreadnaught” w Provincetown. W latach 70. zaczął pracować nad uruchomieniem firmy cateringowej „Kitchen Confidential”, jednak nie wzbudziła ona zainteresowania na rynku i została zamknięta. W 1978 przez dwa lata kształcił się w Amerykańskim Instytucie Kulinarnym (Culinary Institute of America) w Hyde Park w stanie Nowy Jork. Pod koniec 1977 rozpoczął pracę w restauracji „Montana Eve”, następnie pracował jako kucharz bądź szef kuchni w  nowojorskich restauracjach: „Rainbow Room”, „W.A.P.”, „Formerly Joe’s”, „Supper Club” (w latach 1992–1995), „One Fifth Avenue”, „Le Madri”, „Coco Pazzo Teatro”, „Sullivan’s” i „Brasserie Les Halles”. W latach 90. był poważnie zadłużony w American Express. W 1995 wydał swoją debiutancką powieść kryminalną pt. „Bone in the Throat” (pol. „Kość w gardle”), a dwa lata później — jej kontynuację pt. „Gone Bamboo” (pol. „Ucieczka w tropiki”), jednak obie zebrały mieszane recenzje od krytyków.
W kwietniu 1999 redakcja czasopisma „New Yorker” opublikowała jego esej pt. „Don't Eat Before Reading This” (pol. Nie jedz przed przeczytaniem) o tajnikach branży gastronomicznej, który odbił się szerokim echem w mediach. Następnie wyjechał do Japonii, a przesyłanymi stamtąd tekstami wzbudził zainteresowanie wydawcy „New Yorkera”, który zaproponował Bourdainowi wydanie książki. Autobiograficzna powieść pt. „Kitchen Confidential: Adventures in the Culinary Underbelly” (polski tytuł: „Kill Grill: Restauracja od kuchni”), wydana z 2000, zapewniła Bourdanowi rozgłos, stała się bestsellerem w USA i otrzymała przychylne recenzje od krytyków. Na podstawie książki powstał serial komediowy Kill grill (2005), który jednak nie cieszył się popularnością wśród widzów i został zdjęty z anteny.
Po sukcesie książki „Kitchen Confidential…” zaczął regularnie występować jako gość w programach telewizyjnych. Był gospodarzem telewizyjnych programów kulinarno-podróżniczych: Podróż kucharza (A Cook’s Tour, 2002–2003), Anthony Bourdain: bez rezerwacji (Anthony Bourdain: No Reservations, 2005–2012), Postój z Anthonym Bourdainem (The Layover, 2011–2013), Miejsca nieznane (Anthony Bourdain: Explore Parts Unknown, 2013–2014) i Jeremiah Tower: The Last Magnificent (2016). Wydał także kilka książek, m.in. „A Cook’s Tour” (2001; polski tytuł: „Świat od kuchni. W poszukiwaniu posiłku doskonałego”), „Typhoid Mary: An Urban Historical” (2001; książka o Mary Mallon), „The Nasty Bits: Collected Varietal Cuts, Usable Trim, Scraps and Bones” (2006, „Głodne kawałki, czyli musztarda przed obiadem”) i „Medium Raw: A Bloody Valentine to the World of Food and the People Who Cook” (2010; „O, kuchnia!”). Był jurorem w brytyjskiej i amerykańskiej edycji programu kulinarnego The Taste.
Wystąpił jako naukowiec w dramacie sensacyjnym Uwe Bolla Far Cry (2008), jako dr Tony w programie edukacyjnym Nickelodeon Yo Gabba Gabba! (2010), serialach animowanych – Archer (2013) i Sanjay i Craig (2015) oraz komediodramacie biograficznym Big Short (The Big Short, 2015).

### Śmierć i upamiętnienie
8 czerwca 2018 ciało Bourdaina powieszone na pasku od szlafroka odkrył w pokoju hotelu Le Chambard w Kaysersberg-Vignoble (departament Górny Ren) jego przyjaciel, szef kuchni Eric Ripert. Prokuratura uznała, że było to samobójstwo. Nabożeństwo żałobne odbyło się 27 września 2018 w restauracji Golden Unicorn w Chinatown.
W 2021 premierę miał film dokumentalny Morgana Neville’a Roadrunner: A Film About Anthony Bourdain o życiu i karierze Bourdaina.

### Życie prywatne
10 września 1985 poślubił swoją licealną miłość Nancy Putkoski, z którą rozwiódł się w 2005. Następnie przez około rok spotykał się z dziennikarką Paulą Froelich. 20 kwietnia 2007 ożenił się z Ottavią Busią, z którą miał córkę Ariane (ur. 9 kwietnia 2007) i z którą rozstał się w 2018. Latem 2016 nawiązał burzliwy romans z włoską aktorką i reżyserką Asią Argento.